# Авъл Хостилий Манцин
Авъл Хостилий Манцин (на латински: Aulus Hostilius Mancinus) e политик на Римската република през 2 век пр.н.е.
Произлиза от плебейската фамилия Хостилии и е вероятно син на Луций Хостилий Маний (военен), който в началото на Wтората пуническа война e убит в битките против картагенските войски в Кампания.
През 180 пр.н.е. той става претор urbanus. През 170 пр.н.е. е избран за консул заедно с Авъл Атилий Серан. Той получава главното командване на римската войска през третата македонска война против цар Персей и едва се спасява при едно нападение в Епир. Той наказва войниците, обаче не постига военно нищо и следващата година е сменен в командването от Квинт Марций Филип.